# 扬恩·科莫甘特
楊恩·阿倫·卡莫根特（法語：Yann Alain Kermorgant，1981年11月8日—）出生於布列塔尼大区莫尔比昂省的瓦讷，是一名法國足球運動員，司職前鋒，現時效力法國全國乙組聯賽球會瓦讷，曾效力於雷丁。

## 榮譽
查爾頓
- 英格蘭足球甲級聯賽：2011/12年

## 外部連結
- 足球数据库：扬恩·科莫甘特的球员统计数据